# Mexikanischer Hammerstrauch

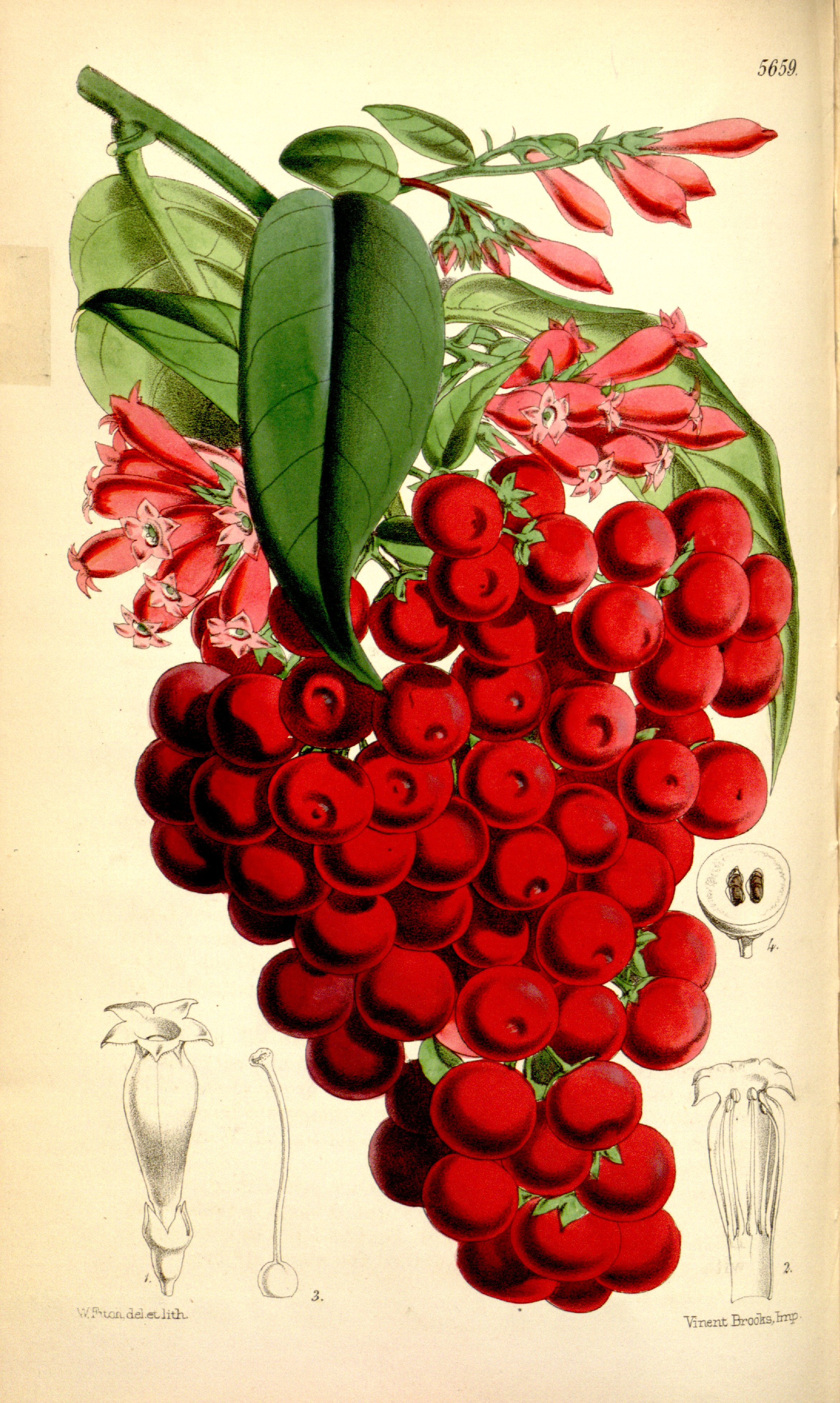
Illustration

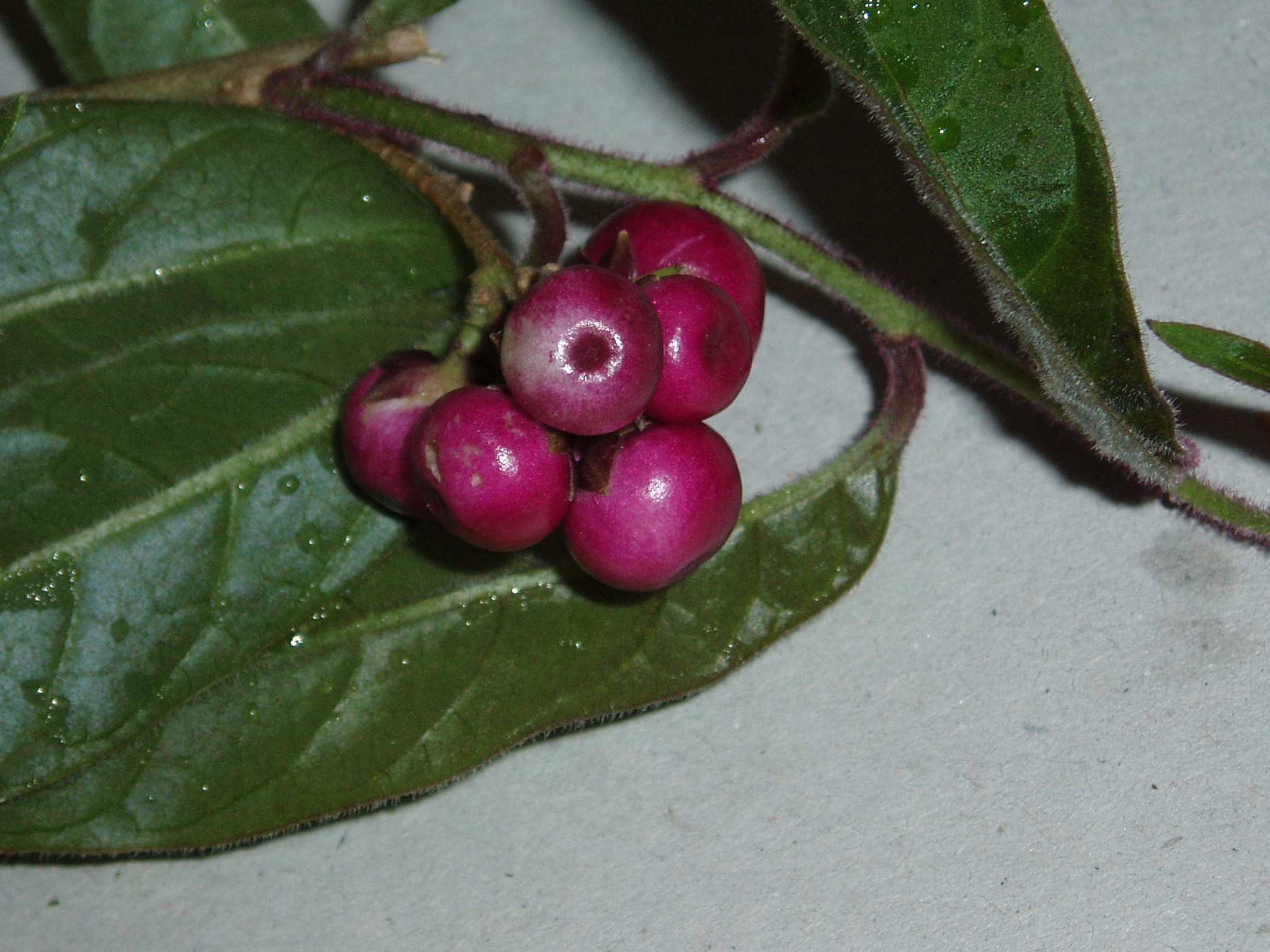
Früchte

Der Mexikanische Hammerstrauch (Cestrum elegans), auch Roter Hammerstrauch genannt, ist eine Pflanzenart aus der Gattung der Hammersträucher (Cestrum). 

## Beschreibung

### Vegetative Merkmale
Der Mexikanische Hammerstrauch ist ein immergrüner Strauch und erreicht eine Höhe zwischen 75 Zentimetern und über 4 Metern. Die wenigen, feinflaumigen Äste sind purpurn und mit durchsichtigen, einfachen oder minimal verästelten Härchen besetzt. Die Äste sind gebogen und erreichen Längen um 30 Zentimeter bis zu 1 Meter. 
Die meist eiförmigen oder elliptischen, gestielten, leicht ledrigen Laubblätter sind wechselständig angeordnet. Der behaarte Blattstiel ist etwa 1–2 Zentimeter lang. Die spitzen bis zugespitzten, ganzrandigen Blätter sind zwischen 7 und 15 Zentimeter lang und 2,5 bis 6,5 Zentimeter breit. Zur Blüte hin sind die Blätter vermehrt reduziert. Die Blattoberseite ist insbesondere entlang der Adern mit 0,5 Millimeter langen Härchen besetzt, in einigen Bereichen aber auch unbehaart. Die Unterseite der Blätter hingegen ist dichter behaart, wobei diese entlang der Blattaderung bis zu 1 Millimeter lang wird.

### Blütenstände und Blüten
Die Blütenstände sind dichte, behaarte Zymen, die in den Achseln der oberen Blätter oder aber endständig stehen. Sie bestehen normalerweise aus 5 bis 15 Einzelblüten. Die bis 7 Millimeter langen Deckblätter erscheinen an den unteren Blüten, der Blütenstiel ist bis etwa 1 Millimeter lang. Die nicht duftenden, zwittrigen und fünfzähligen Blüten mit doppelter Blütenhülle sind dunkelrot, purpurn oder rosa. Die einzelnen unbehaarten Blütenkelche messen 7,5 bis 9 Millimeter. Die 3 Millimeter großen Kelchzipfel sind aufgerichtet und dreieckig. An ihren Rändern sind sie mit feinen Härchen bewimpert. Die bis 2,5 Zentimeter lange Krone ist schmal trichterförmig mit kurzen, ausladenden, bewimperten, dreieckigen Zipfeln und am Schlund leicht verengt. 4 Millimeter oberhalb der Kronröhrenbasis entspringen die 9 bis 12 Millimeter langen, unbehaarten Staubblätter. Die runden Staubbeutel erreichen einen Durchmesser von 1 Millimeter. Der oberständige, zweikammerige Fruchtknoten ist unbehaart, der  Griffel zwischen 12 und 15 Millimeter lang, die Narbe ist kopfig. Es ist ein Diskus vorhanden.

### Früchte und Samen
Die rot-violetten bis roten, kahlen, fleischigen und mehrsamigen Beeren am beständigen Kelch sind bei Durchmessern zwischen 10 und 15 Millimetern kugelig bis verkehrt-eiförmig. Innen sind die Beeren hellrosa bis weiß und besitzen bis zu 10 dunkelbraune, längliche bis schmal-eiförmige Samen. Die Samen sind 3–5 Millimeter lang und 2 Millimeter breit.

### Chromosomenzahl
Die Chromosomenzahl beträgt 2n = 16.

## Vorkommen und Standorte
Der Mexikanische Hammerstrauch kommt in den Gebirgen von Mexiko vor, wo er als Aretillo bezeichnet wird. Er kommt zwar auch vereinzelt außerhalb der Region Veracruz vor, hat aber dort seinen Verbreitungsschwerpunkt. Er kommt in Höhenlagen zwischen 700 und 1900 Metern vor, hauptsächlich jedoch in Höhen um 1400 Metern. Als bevorzugte Standorte gelten laubabwerfende Wälder.

## Nutzung
Die Pflanze wird weltweit kultiviert. Seinen Einzug in europäische Gewächshäuser und den dortigen Gartenbau fand der Mexikanische Hammerstrauch im 19. Jahrhundert zusammen mit den beiden Arten Cestrum fasciculatum und Cestrum roseum. Vereinzelt wird auch versucht, ihn medizinisch zu nutzen. Ihm wird hier beruhigende Wirkung nachgesagt.

## Phylogenetik
Phylogenetische Untersuchungen stellen Cestrum elegans als Schwesterart Cestrum endlicheri zur Seite.